# El pop español que rompe
El pop español que rompe es un álbum recopilatorio de varios artistas compuesto por 11 canciones, editado en el año 1992, perteneciente a las compañías discográficas EMI e Hispavox, el CD carece de código de barras.

## Canciones
| N.º | Título                           | Intérprete        | Duración |  |
| 1.  | «La culpa fue del cha-cha-cha»   | Gabinete Caligari |          |  |
| 2.  | «Tocaré»                         | Tahures Zurdos    |          |  |
| 3.  | «Espaldas mojadas»               | Tam Tam Go!       |          |  |
| 4.  | «En mi mano se escondió»         | Sin Recursos      |          |  |
| 6.  | «Chica de ayer»                  | Nacha Pop         |          |  |
| 7.  | «Con sólo una mirada»            | Olé Olé           |          |  |
| 8.  | «Siempre lucharé por tu amor»    | Tennessee         |          |  |
| 9.  | «Cómo pudiste hacerme esto a mí» | Alaska y Dinarama |          |  |
| 10. | «La estatua del Jardín Botánico» | Radio Futura      |          |  |
| 11. | «Como un susurro»                | Ramoncín          |          |  |